# Meteoryty HED

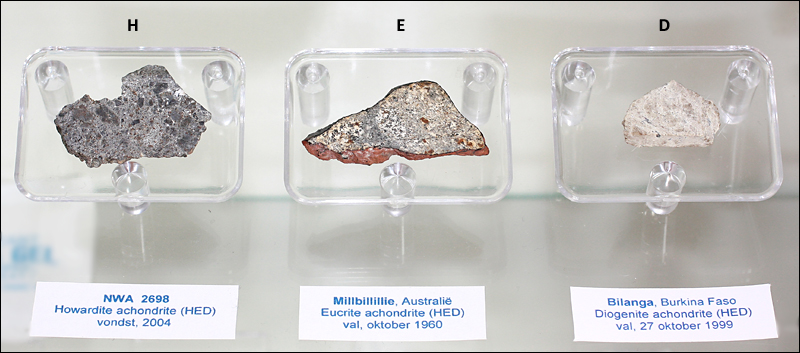
Meteoryty reprezentujące trzy grupy klanu HED

Meteoryty HED – grupa (klan) meteorytów kamiennych należących do achondrytów, do której zaliczają się howardyty, eukryty i diogenity. Skrót HED pochodzi właśnie od ich nazw. Jest to najpospolitsza grupa achondrytów, ok. 3/4 należy do meteorytów HED. Skały te zostały zidentyfikowane jako fragmenty planetoidy (4) Westa, wyrzucone przez impakty.

## Charakterystyka
Meteoryty HED są okruchami skał magmowych, zbudowanymi z piroksenów i plagioklazów. Eukryty zawierają wydłużone ziarna plagioklazu zamknięte w piroksenie, są podobne do ziemskich bazaltów, lecz jaśniejsze. Diogenity składają się głównie z piroksenów, przypominają ziemskie piroksenity. Howardyty stanowią mieszankę okruchów eukrytów i diogenitów, czasem zawierają chondry.
Uważa się, że eukryty pochodzą ze skorupy Westy, podczas gdy diogenity wykrystalizowały głębiej, w płaszczu tej planetoidy. Howardyty są materią z powierzchni Westy, która zawiera skały pokruszone wskutek impaktów, w tym także materię pochodzącą spoza Westy.

## Pochodzenie
Na południowej półkuli Westy znajduje się potężny basen uderzeniowy nazwany Rheasilvia. Uderzenie, które odpowiada za jego powstanie miało miejsce około miliard lat temu, wyrzuciło w przestrzeń kosmiczną ok. 1% objętości planetoidy. Efektem tej kolizji było powstanie rodziny planetoidy Westa, planetoid typu V oraz mniejszych meteoroidów. Część z nich spadła na Ziemię jako meteoryty HED.